# Katedrála Nanebevzetí Panny Marie (Toledo)
Toledská katedrála, či katedrála Nanebevzetí Panny Marie v Toledu (Španělsko) je mohutná gotická stavba se dvěma věžemi uprostřed historického města. Pětilodní bazilika s dvojitým ochozem je asi 120 m dlouhá, severní věž je 90 m vysoká. K severní straně katedrály přiléhá rajský dvůr s křížovou chodbou.  

## Historie
Katedrála byla založena roku 1226 králem Ferdinandem III., který dal zbořit starší vizigótský kostel, v jisté době proměněný na mešitu. Roku 1238 byl chór katedrály hotov a pokračovalo se se stavbou lodí. Stavba severní věže začala roku 1400 a roku 1418 se začalo stavět západní průčelí. Vrcholek severní věže s trojitou trnovou korunou je dílo bruselského architekta Annequina de Eycken (od 1448). Ten je také autorem jižního „lvího portálu“. Pravý portál hlavního průčelí je z let 1492–1493. Kopuli nižší jižní věže navrhl v 17. století Jorge Manuel Theotokopuli, syn slavného malíře El Greca.

## Popis
Prostorná, asi 120 m dlouhá a 60m široká pětilodní bazilika s dvojitým ochozem za hlavním oltářem byla patrně inspirována katedrálou v Bourges. Nemá výraznou příční loď, ale na jejím místě dvě průčelí s bohatými portály. Střední loď je 40 m vysoká, prostor přesto působí jako velmi široký. Celou plochu stěny za hlavním oltářem kryje obrovské dřevěné a bohatě vyřezávané retabulum z roku 1504, které sahá až po samu klenbu. 
Katedrála má dvojí varhany z 18. století, postavené proti sobě v naznačené příční lodi. Na severní věži je zavěšeno 15 zvonů, nejstarší z nich je z roku 1479, největší La Gorga váží 14,5 tuny.
V katedrále se nacházejí významné kaple. V jedné z nich,v tzv. Křestní kapli byly malby tzv. christologického cyklu, tedy ze života Ježíše Krista, například  Proměnění Páně na hoře Tábor..V současnosti se jedná o kapli San Blas. 

## Odkazy

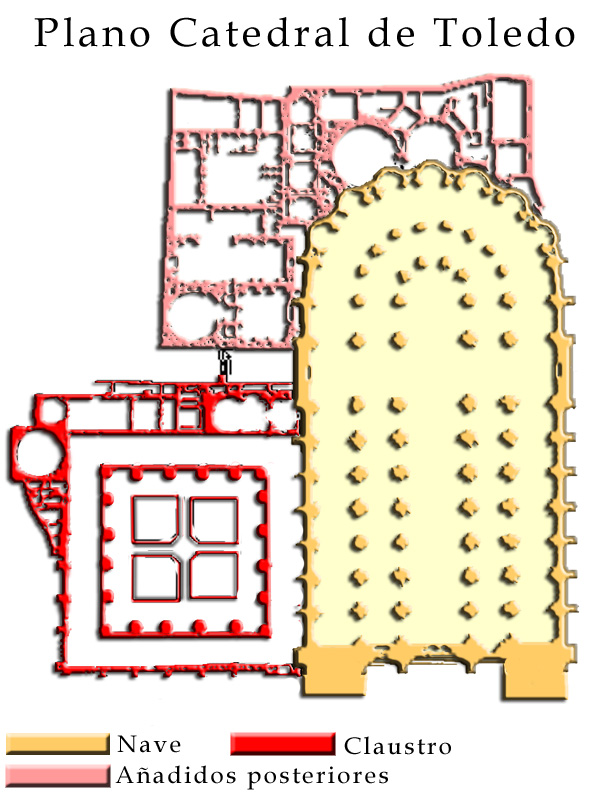
Půdorys (sever je vlevo)

### Galerie

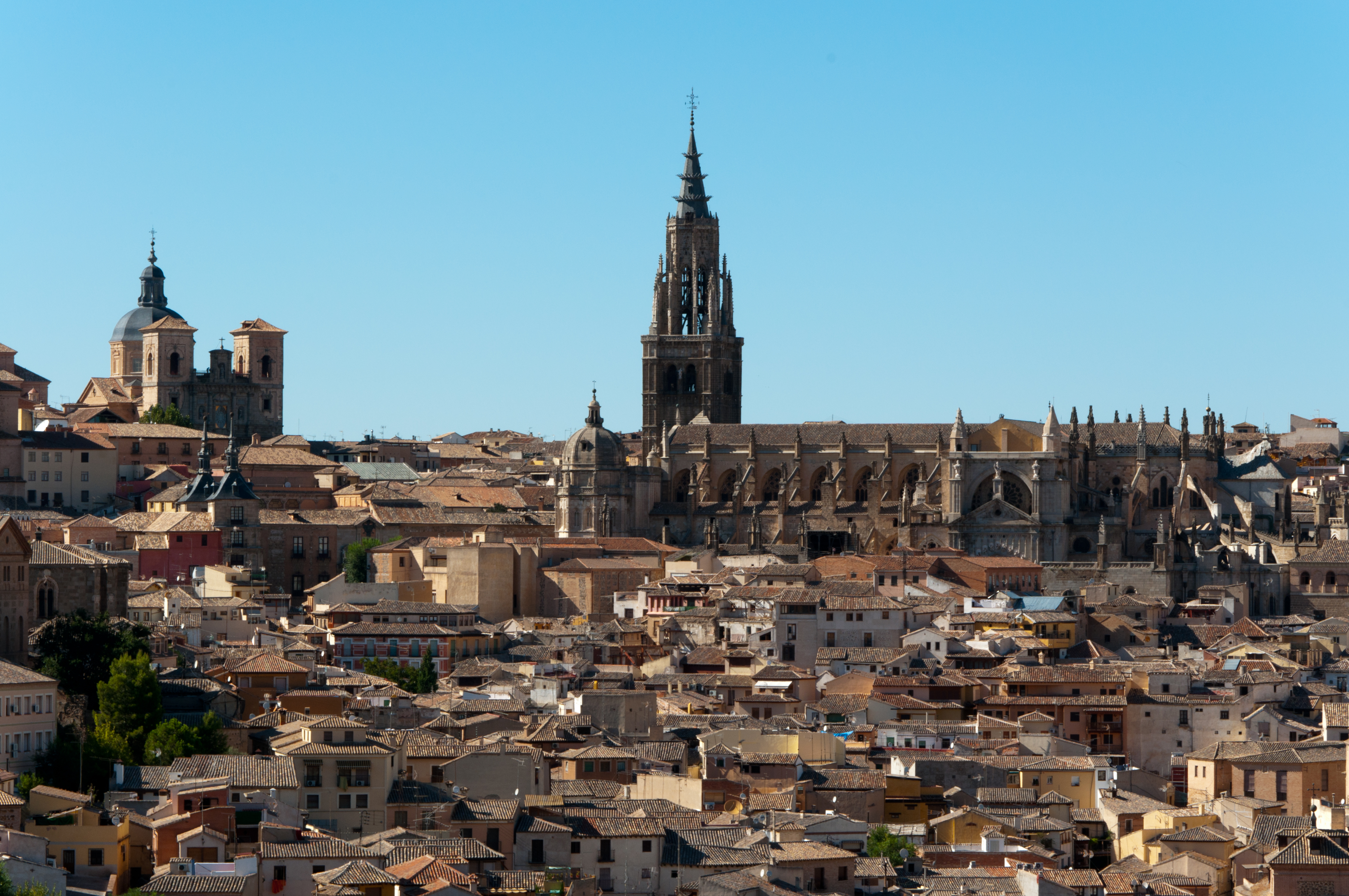
Katedrála od jihu
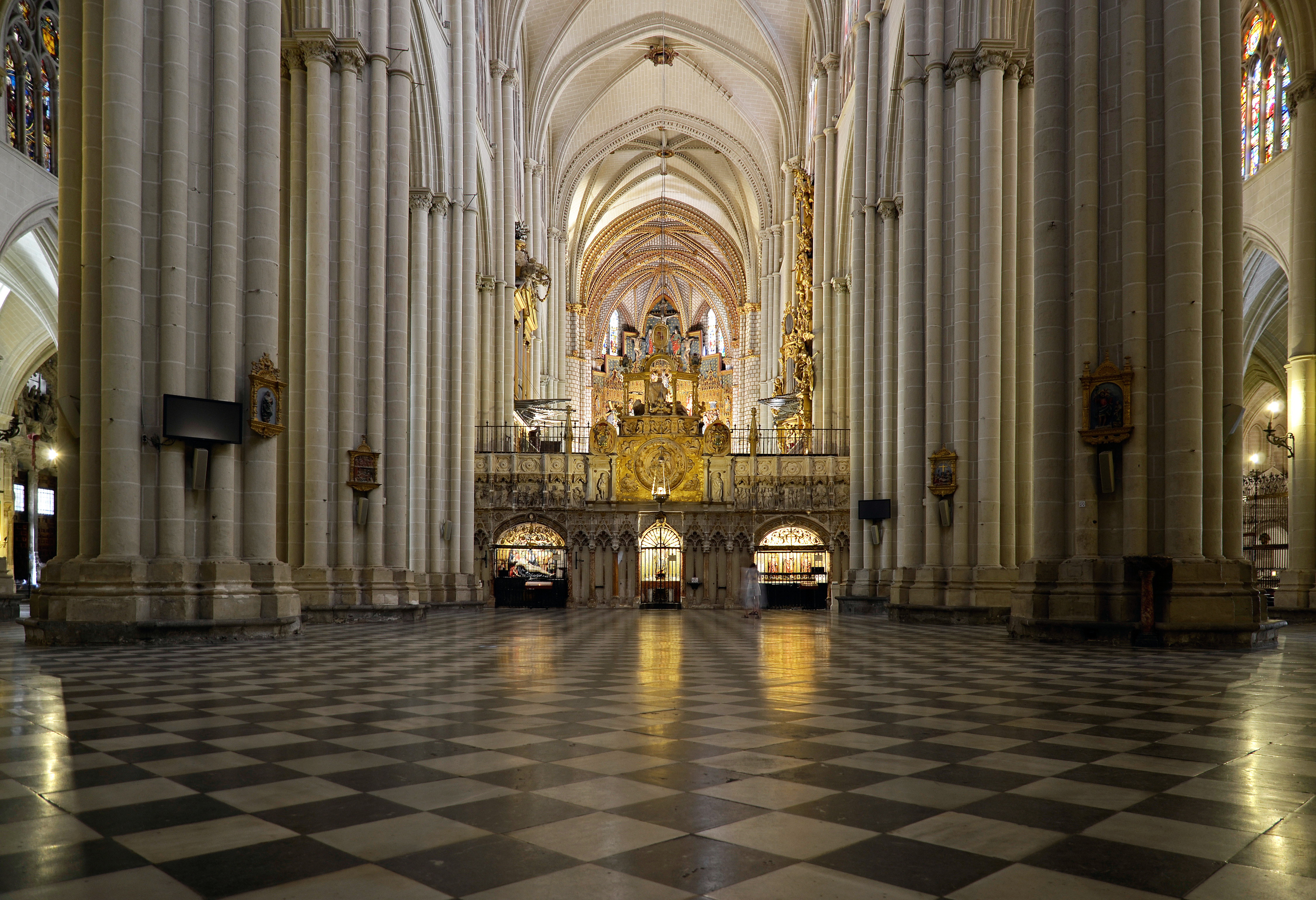
Interiér
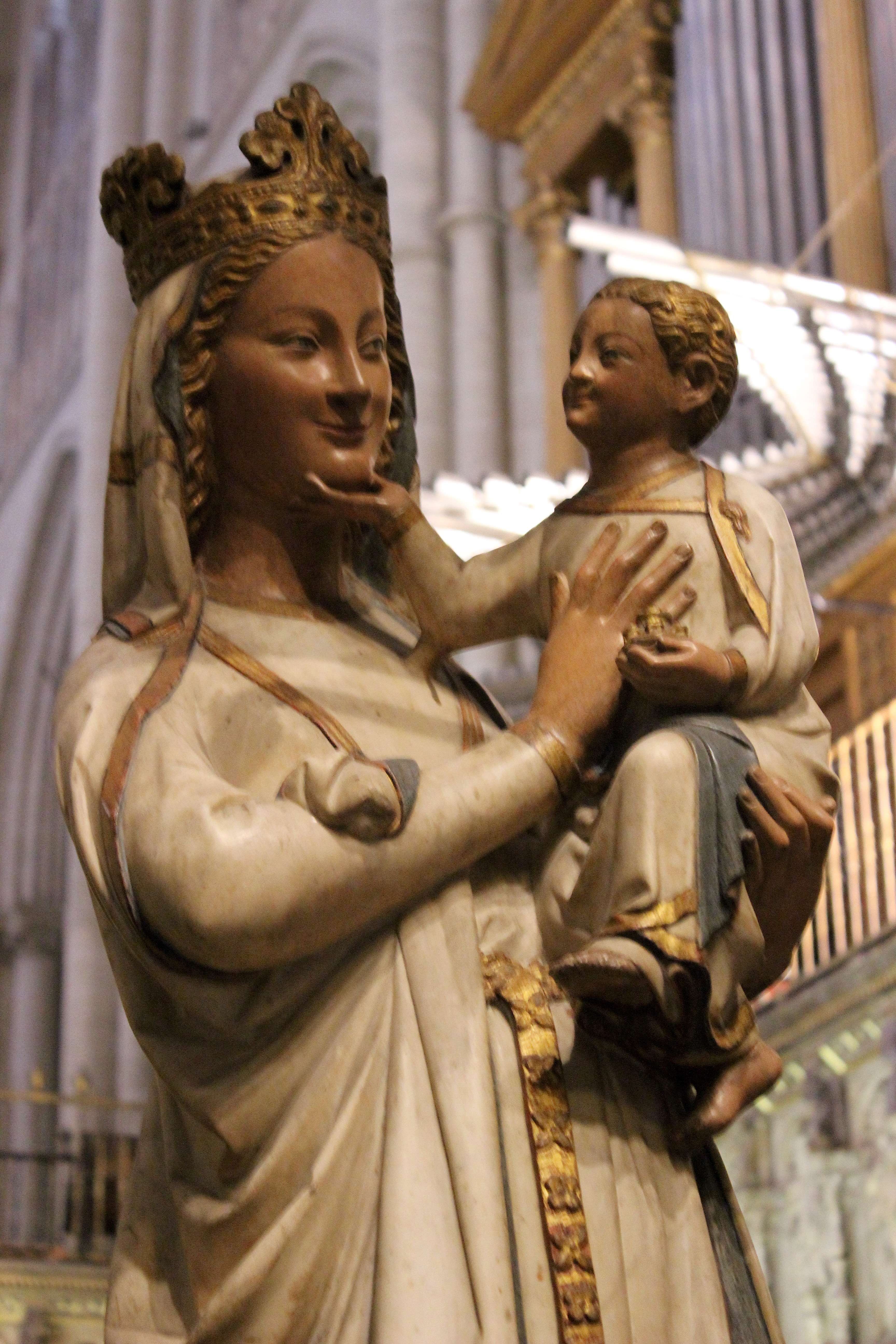
Bílá Madona
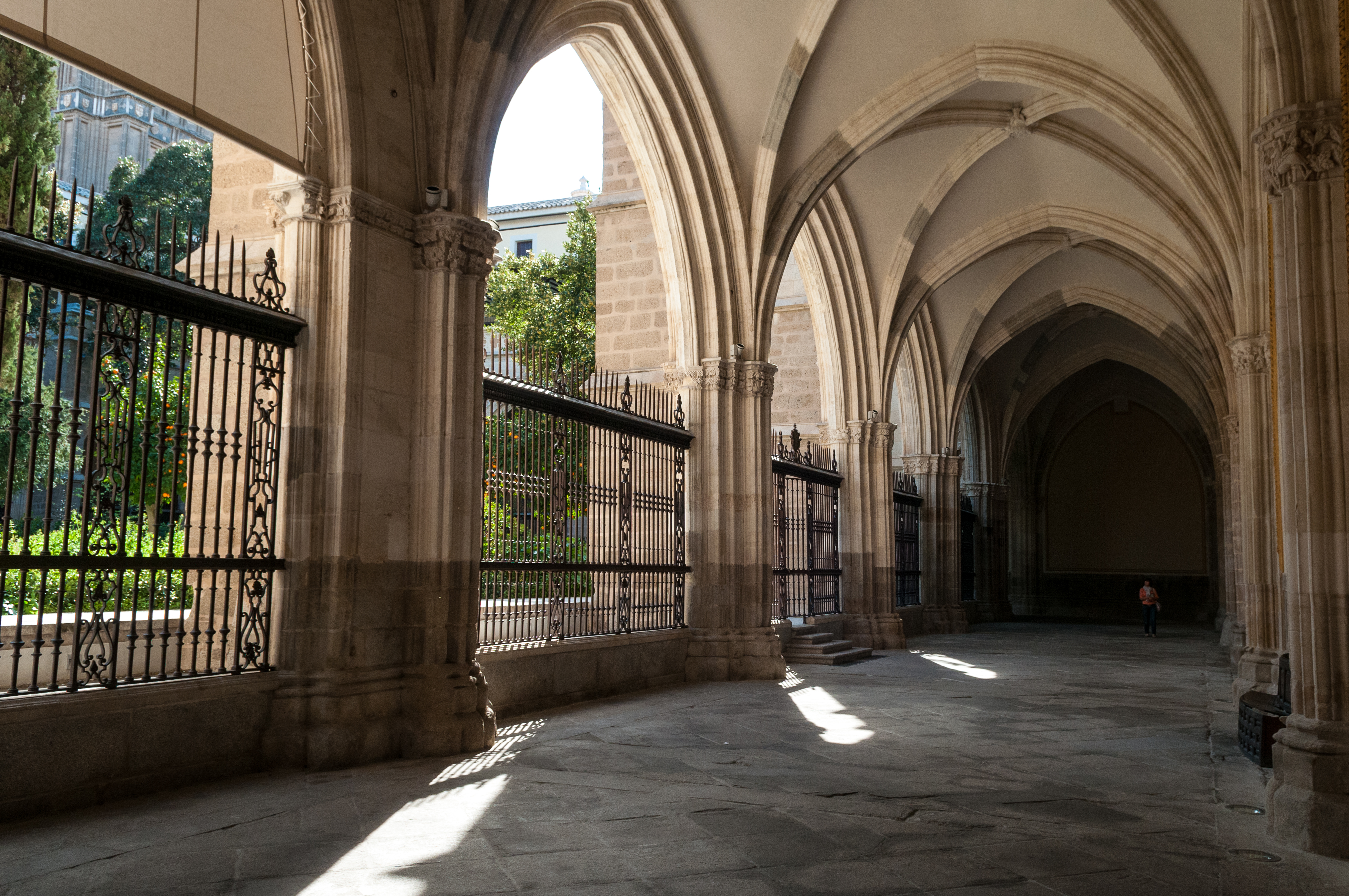
Ambit